# 아래턱뼈

두개골의 측면부
1. 이마뼈(Frontal bone)
2. 마루뼈(Parietal bone)
3. 코뼈(Nasal bone))
4. 벌집뼈(Ethmoid bone)
5. 눈물뼈(Lacrimal bone)
6. 나비뼈(Sphenoid bone)
7. 뒤통수뼈(Occipital bone)
8. 관자뼈(Temporal bone)
9. 광대뼈(Zygomatic bone)
10. 위턱뼈(Maxilla)
11. 아래턱뼈 (Mandible)

아래턱뼈 또는 하악골(下顎骨, 영어: mandible 또는 inferior maxillary bone)은 머리뼈를 구성하는 뼈의 하나이다. 아래턱뼈는 턱의 아래, 즉 아래턱을 구성하면서 아래 치아를 떠받치는 기능을 한다.

## 구성 부분
아래턱뼈를 구성하는 부분으로는
- 턱뼈바닥(하악골몸통, body) - 곡선을 그리는 수평한 부분
- 턱뼈가지(하악지, ramus) - 양쪽 턱뼈바닥 끝에서 이어지는 수직한 부분
- 이틀돌기(치조돌기, alveolar process) - 아래뼈를 떠받치는 부분
- 관절돌기(condylar process) - 턱뼈가지 뒤쪽 끝에 튀어나온 부분으로, 관자뼈(temporal bone)와 함께 턱관절(측두하악관절, temporomandibular joint)을 구성
- 근육돌기(구상돌기, coronoid process) - 턱뼈가지 끝에 튀어나온 앞쪽 끝에 튀어나온 부분으로, 관자근 (temporalis muscle)이 부착

## 구멍 (foramen)
- 턱뼈구멍(하악공, mandibular foramen) - 양쪽 턱뼈가지 안쪽에 위치
- 턱끝구멍(이공, mental foramen) - 턱끝융기 (이융기, mental protuberance) 양쪽에 위치

## 신경
다섯 번째 뇌신경인 삼차신경 (trigeminal nerve)의 아래쪽 가지인 아래이틀신경(하치조신경, inferior alveolar nerve)은 턱뼈관(하악관, mandibular canal) 속에서 주행하면서, 치아 부위의 감각을 전달한다. 턱끝구멍에서 이 신경은 앞니신경(incisive nerve)과 턱끝신경(mental nerve)로 갈라진다. 앞니신경은 앞쪽으로 가 앞니에 분포한다. 턱끝신경은 턱끝구멍을 통과하여 아랫입술의 감각을 담당한다.

## 관절
아래턱뼈는 턱관절에서 관자뼈와 두 번 관절한다. 온몸을 통틀어 같은 뼈와 두 번 관절하는 경우는 턱관절이 유일하다.

## 병리
아래턱 골절은 얼굴 손상의 1/5를 차지한다. 아래턱 골절은 반대쪽의 '쌍둥이 골절'이 동반되는 경우가 많다.

### 원인

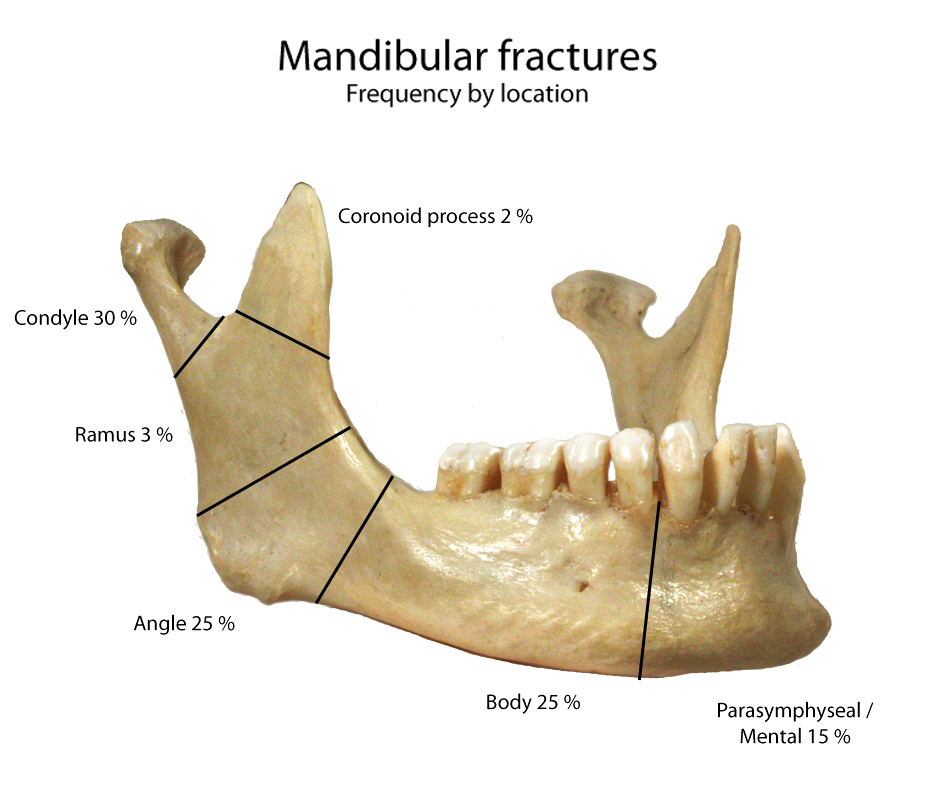
위치에 따른 빈도

- 교통사고 - 40%
- 싸움 - 40%
- 낙상 - 10%
- 운동 - 5%
- 기타 - 5%

### 위치
- 관절돌기 - 30%
- 각 (angle) - 25%
- 바닥 - 25%
- 턱뼈결합 (symphysis menti) - 15%
- 가지 - 3%
- 근육돌기 - 2%

아래턱 탈골은 앞쪽 혹은 아래쪽으로 일어날 수 있으며, 아주 드물게 뒤쪽으로도 일어날 수 있다.

## 다른 척추동물의 경우
고대 물고기인 총기어류 (lobe-finned fish)나 초기 사족보행 동물(tetrapod)의 경우, 이들의 아래턱 뼈는 여러 뼈로 구성되어있으며, 현재 포유류의 아래턱뼈는 그 뼈들 중 가장 큰 뼈와 상동이다. 이런 뼈들을 치골 (dentary bones)이라 하며, 이들은 아래턱의 몸통을 구성하였다. 이들은 비골 (splenial bone)과 경계를 이루고 있으며, 각골 (angular bone)이 각을 구성한다. 아래턱 안쪽에는 두개골과 관절을 이루는 관절뼈들이 존재한다. 치골은 이름 그대로 치아를 지탱하는 뼈이나, 일부 치아는 관절돌기에 위치하기도 한다.
이러한 복잡한 턱뼈들은 진화를 거듭하면서 점차 단순화 과정을 거쳐 융합되거나 사라졌다. 경골어류 (teleost)의 경우, 치골, 관절뼈, 각골만이 남아있으며, 양서류의 경우는 치골, 전관절뼈만이, 그리고 도롱뇽에서는 관절돌기 하나만이 남아있다. 파충류의 아래턱은 관절돌기와 비골이 하나뿐이나 전관절뼈를 제외한 다른 원시뼈들은 남아있다.
새의 경우, 여러 뼈들은 부리라는 하나의 구조로 합쳐졌으며, 포유류에서는 대부분이 사라지고 아래턱뼈 하나만이 남아 치골들의 기능을 하고 있다. 이 결과, 아래턱에 존재하던 관절들은 사라졌으며, 대신 아래턱과 관자뼈 사이의 관절이 새로 생성되었다. 파충류의 한그룹인 수궁목 (therapsid)에서는 관절의 양쪽 끝이 다 존재하는 진화의 중간 과정이 관찰된다. 현재 포유류에서 치골 외에 아래턱에 존재하는 원시뼈 중 유일하게 남은 관절뼈는 현재 청소골 중 하나인 망치뼈 (malleus)다.
상어 같은 연골어류 (Chondricthyes)의 경우, 다른 척추동물의 아래턱과 완전히 구성이 다르다. 이들의 아래턱은 연골 같은 구조로 되어있으며, 다른 동물들의 맥켈연골 (Meckel's cartilage)와 상동이다. 이는 초기 경골어류, 예를 들면 철갑상어에서도 아래턱을 구성하는 주요 성분이다.

## 다른 그림

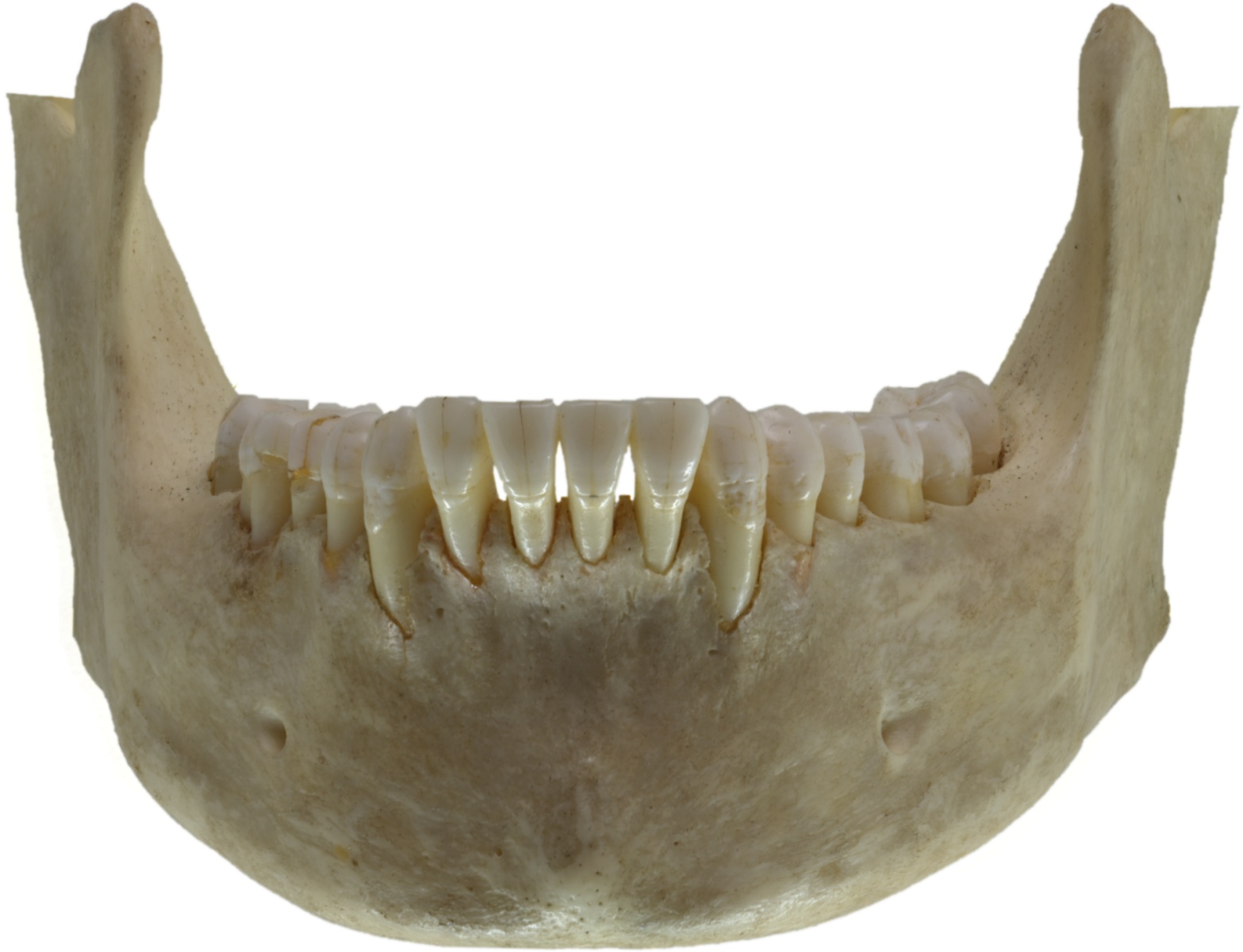
앞
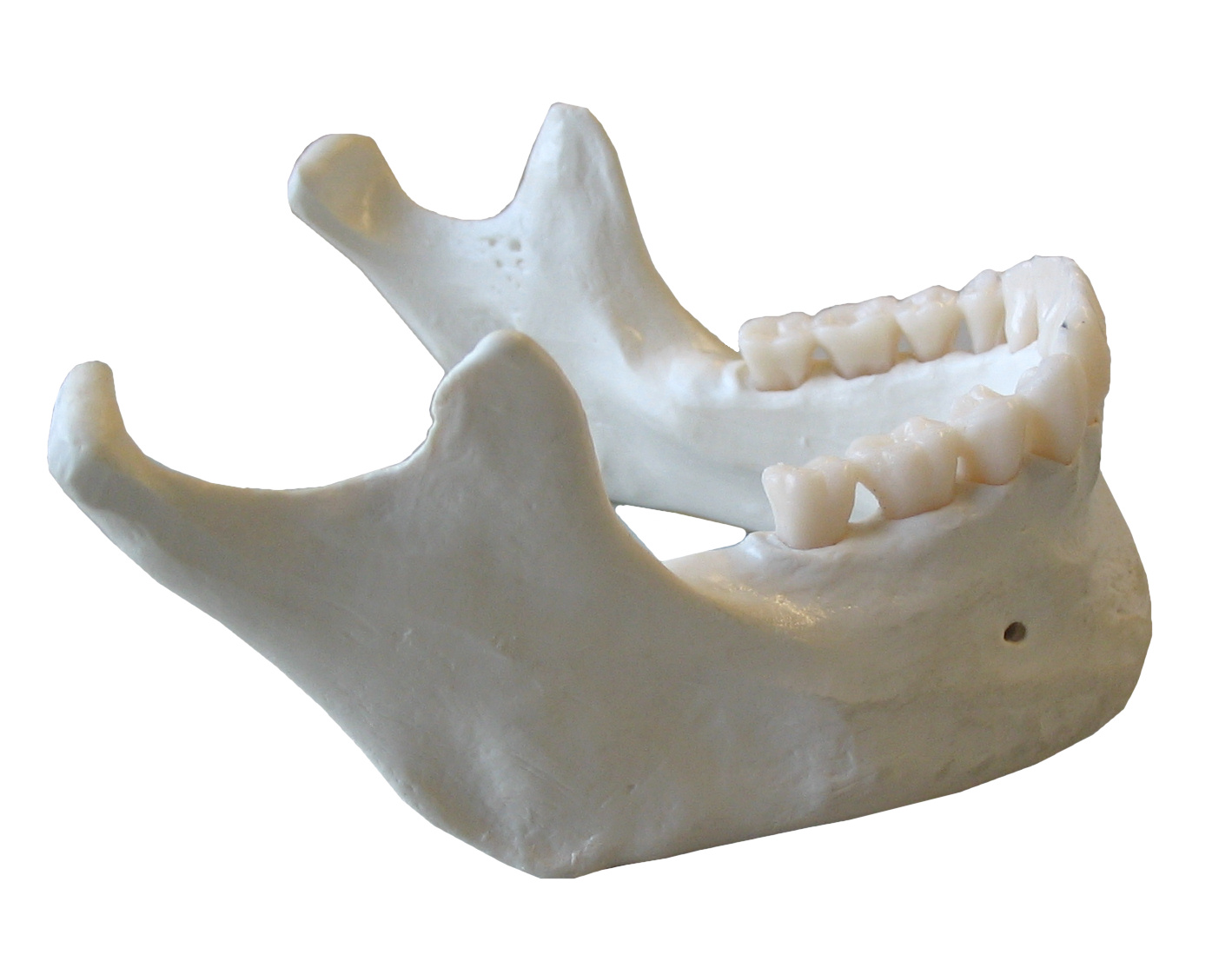
아래턱
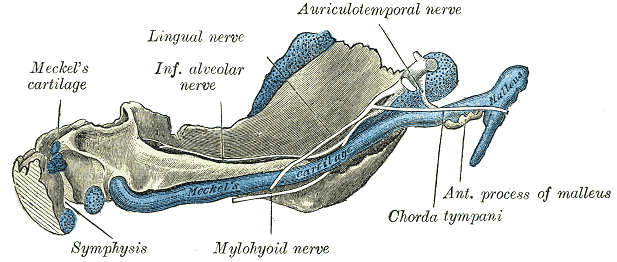
Gray181.png
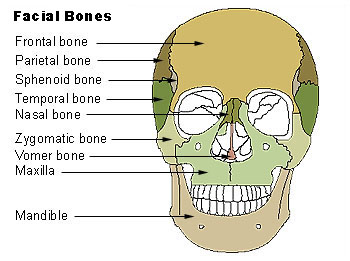
얼굴뼈들
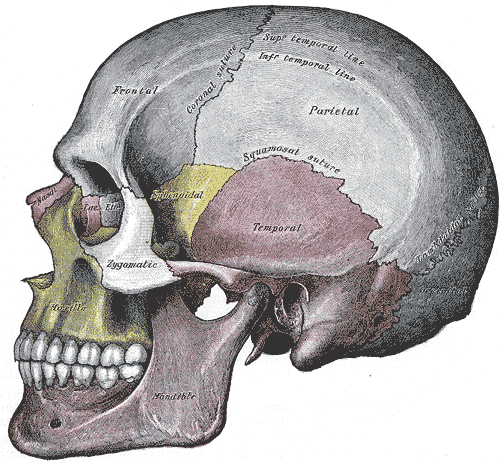
두개골 측면 사진
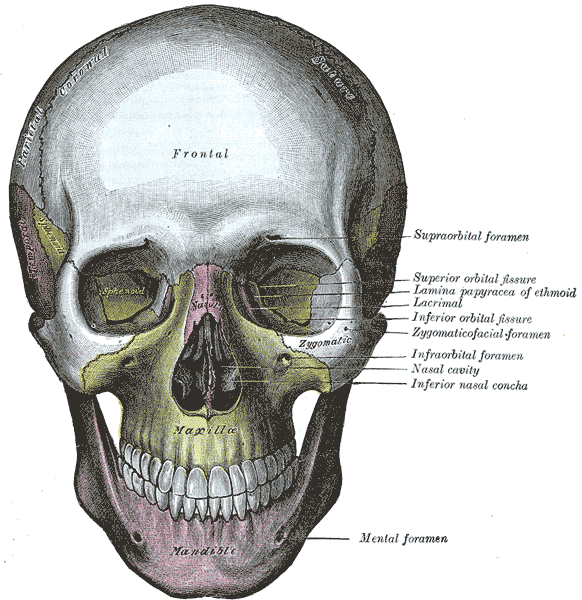
앞쪽에서 본 두개골
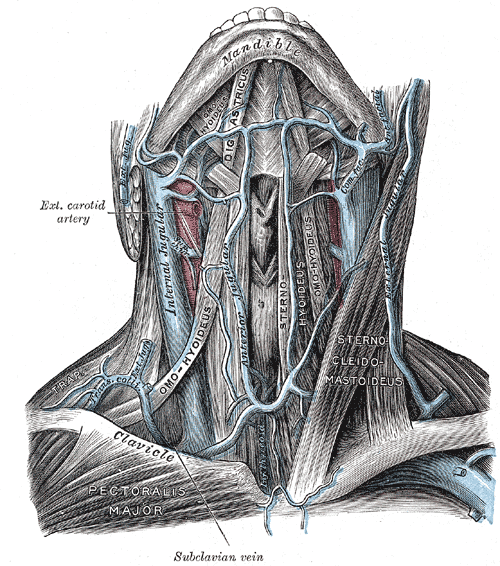
앞쪽에서 본 목 정맥들

## 같이 보기
- 위치에 대한 해부학 용어
- 뼈
- 구강외과
- 위턱뼈